# Francia Vieja
Francia Vieja är en ort i Mexiko.   Den ligger i kommunen Chicontepec och delstaten Veracruz, i den sydöstra delen av landet, 210 km nordost om huvudstaden Mexico City. Francia Vieja ligger 122 meter över havet och antalet invånare är 239.
Terrängen runt Francia Vieja är platt åt nordost, men åt sydväst är den kuperad. Terrängen runt Francia Vieja sluttar österut. Runt Francia Vieja är det ganska tätbefolkat, med 65 invånare per kvadratkilometer. Närmaste större samhälle är Vegas de la Soledad y Soledad Dos, 11,2 km sydost om Francia Vieja. Trakten runt Francia Vieja består till största delen av jordbruksmark.